# غوران يانكوفيتش
غوران يانكوفيتش (10 ديسمبر 1978 بلغراد صربيا - ) هو لاعب كرة قدم صربي، يلعب كلاعب وسط.

## مسيرته

### مسيرته مع الأندية
- 1996 - 2003 لعب مع راد بيوغراد 159 مباراة سجل خلالها 18 هدف.
- 2003 - 2005 لعب مع FK Radnički Beograd [الإنجليزية]‏ 60 مباراة سجل خلالها 17 هدف.
- 2005 - 2006 لعب مع GKS Bełchatów [الإنجليزية]‏ 17 مباراة.
- 2006 - 2007 لعب مع يو تي أي أراد مباراة.
- 2007 - 2008 لعب مع نادي تشوكاريتشكي 26 مباراة سجل خلالها هدف.
- 2008 - 2011 لعب مع FC Minyor Pernik [الإنجليزية]‏ 71 مباراة سجل خلالها 13 هدف.
- 2011 - 2015 لعب مع FK Donji Srem [الإنجليزية]‏ 86 مباراة سجل خلالها 9 أهداف.

## روابط خارجية
- غوران يانكوفيتش على موقع قاعدة بيانات كرة القدم.إي يو (الإنجليزية)
- غوران يانكوفيتش على موقع Soccerway.com (الإنجليزية)
- غوران يانكوفيتش على موقع عالم كرة القدم.نت (الإنجليزية)